# Dingoo A320
Der Dingoo A320 ist eine in der Volksrepublik China hergestellte, minimalistisch aussehende Handheld-Konsole, die quelloffene Programme unterstützt. Derzeit ist er in den Farben schwarz und weiß erhältlich.

## Überblick
Von Shenzhen Dingoo Digital in der Sonderwirtschaftszone Shenzhen (Provinz Guangdong) entwickelt und produziert, ist der Dingoo A320 seit März 2009 vor allem über Onlineshops für etwa 80 bis 100 US-Dollar erhältlich. Das Gerät kombiniert Funktionen eines Audio- und Videospielers und kann somit ähnlich wie ein Portable Media Player Musik und Filme in verschiedenen Dateiformaten wiedergeben. Ältere Videospiele lassen sich durch installierbare Emulatoren spielen. Zudem ist ein Radio und ein Audio-Rekorder für Aufzeichnungen integriert. Ein ähnliches Konzept verfolgten unter anderem auch der etwa zeitgleich erschienene GP2X Wiz und dessen Vorgänger, der GP2X und der GP32.
Vom Aussehen her erinnert der Dingoo an den Game Boy Micro.
Seit dem Herbst 2009 gibt es einen Dingoo-Klon der Firma Gemei, den Gemei X760+, dieses Gerät enthält im Wesentlichen die gleiche Hardware wie ein Dingoo, verfügt aber über keine Schultertasten. Das Display ist mit 3 Zoll größer als das des Dingoo. Ein weiterer Unterschied ist die Verwendung eines SD Card Slots, im Gegensatz zum Mini SD Card Slot des Dingoo.

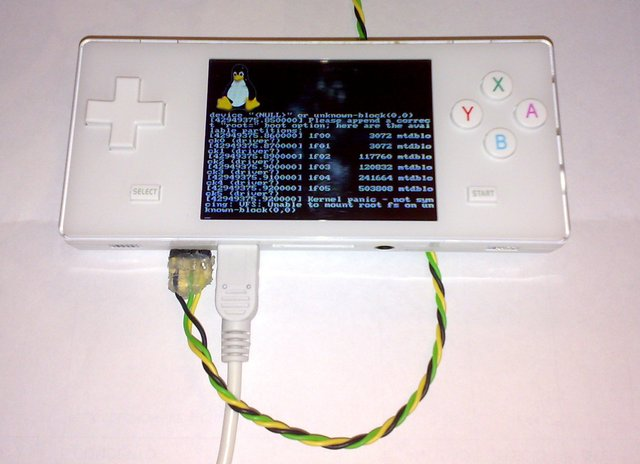
Linux bootet auf einem Dingoo A320

Im Mai 2009 wurde erstmals ein Linux-Kernel für den Dingoo veröffentlicht. Dieser hatte jedoch den Nachteil, dass während der Benutzung eine Verbindung zum PC über den USB-Anschluss bestehen musste. In der folgenden Zeit wurden erste Versionen von Linux-Programmen (insbesondere Spiele und Emulatoren wie z. B. ScummVM, snes9x, prboom) für den Dingoo veröffentlicht. Alle diese Portierungen sind in der Dingoo-Version noch in einem frühen Entwicklungsstatus. Am 25. Juni 2009 wurde die Linux-Version Dingux veröffentlicht, die es ermöglicht, zusätzlich zur Original-Firmware Linux von einer Speicherkarte zu starten, ohne dass der Dingoo mit einem PC verbunden ist.

## Spezifikationen
| Prozessor             | Ingenic JZ4732, 400 MHz, der standardmäßig mit einem Takt von 336 MHz läuft(MIPS-Architektur) |
| Arbeitsspeicher       | 32 MB |
| Interner Speicher     | 4 GB |
| Zusätzlicher Speicher | miniSDHC-Karten / max. 32-GB-microSDHC per miniSDHC-Adapter |
| Eingabe               | Steuerkreuz, ABXY-Knöpfe, Schultertasten, Start- u. Select-Knopf |
| Ausgabe               | Integrierter Stereo-Lautsprecher, Kopfhörer, kein TV-Ausgang, sondern AV-Ausgang: vierpolig ausgeführte Klinkenbuchse, die sich auch als zweiter Kopfhöreranschluss nutzen lässt und mittels Adapter sowohl Videocomposite-Signal als auch Stereo-Audio via Cinchstecker zur Verfügung stellt |
| Bildschirm            | 2,8" LCD, 320×240 Pixel, 16 Bit Farbtiefe |
| Akkumulator           | 3,7 V (1700 mAh) Li-Ion, Laufzeit ungefähr 7 Stunden |
| Video-Dateiformate    | RM, MP4, 3GP, AVI, ASF, WMV, MOV, FLV, MPEG |
| Audio-Dateiformate    | MP3, WAV, WMA, APE, FLAC, RA |
| Radio                 | Integrierter Tuner |
| Rekorder              | Unterstützt Aufnahme von Sprach- und Radioaufzeichnungen |
| E-Book                | Unterstützt Textdateien, Lesezeichenfunktion, automatisches Blättern und Sprachausgabe (chinesisch u. englisch) |
| Abmessungen           | 125 mm × 55,5 mm × 14 mm |
| Gewicht               | 110 g |